# Junák
A Junák, vagy pontosabban Junák – svaz skautů a skautek ČR Csehország legnagyobb cserkészszövetsége, és egyben a legnagyobb ifjúsági szervezete is. 1911-ben volt alapítva; taglétszáma jelenleg 45000 körül mozog (ebből 19196 a WOSM, 25568 pedig a WAGGGS tagja).

## Történelem
Az önkéntességen alapuló politikamentes, mindenki számára nyitott mozgalmat 1911-ben alapította Antonín Benjamin Svojsík, aki a brit cserkészekhez tett látogatása után elhatározta, hogy hasonló mozgalmat indít hazájában. Baden-Powell műve nyomán 1910-ben megírta a Základy junáctví (A cserkészet alapjai) című könyvet; ez egyben útmutatóul szolgált a cserkészek számára, akik már ez időben tevékenykedtek a cseh területen. Könyvében Svojsík ötvözte Baden-Powell nevelési rendszerét, Ernest Thompson Seton (amerikai író, utazó és festő, a Woodcraft mozgalom megalapítójának) ötleteit és a cseh nemzet hagyományait. Ezt egy kísérleti tábor követte 1912-ben, ahol a résztvevők gyalog tették meg a 200 kilométeres útvonalat, csomagjaikat és felszerelésüket pedig egyetlen szekéren tolták. A Junák - Český skaut jó példaként szolgált az akkoriban alapuló cserkészszövetségek számára.
A csehországi cserkészet hosszú és előkelő múltra tekint vissza. A Junák, mint független mozgalom, 1914-ben jött létre, ekkor adták ki az első hírlevelet is. Az első világháború alatt számos vezetőt besoroztak. Vlasta Koseová vezetésével 1915 januárjában kezdetét vette a leánycserkészet, majd hamarosan külön részleg jött létre, mely a leánycserkészet nevelési programjának kidolgozásával foglalkozott. Ugyanezen év nyarán tartották az első leánycserkészcsapat táborát a Moldva partján. 
1918-ban, a Csehszlovák Köztársaság létrejöttekor a cserkészek felajánlották munkájukat, és számos területen nyújtottak segítséget az új kormánynak, például őrséget biztosítottak fontos épületek és helyszínek számára, de legismertebb a levélkihordó különítményük, mely révén hivatalos üzeneteket kézbesítettek Prágában. Saját bélyeggel rendelkeztek – ezek voltak az első cserkészbélyegek a világon, és ma nagy értékkel bírnak a gyűjtők körében. 1918 december 21-én, amikor Tomáš Garrigue Masaryk elnök visszatért a száműzetésből, a cserkészposta újra szolgálatba állt. A cserkészet egyre népszerűbbé vált az országban; 1922-ben nemzeti cserkészfesztivállal ünnepelték Prágában a mozgalom tízéves fennállását. Az ország területén működő különböző cserkészszövetségek a Csehszlovák Cserkész Föderáció név alatt egyesültek, és 1922-ben a WOSM alapító tagjai között voltak; Svojsík ekkor a világbizottság tagjává lett választva. 
Taglétszám szempontjából a második világháború előtt a cseh cserkészszövetség harmadik helyen volt Európa, és hetedik helyen a világ szintjén, 1936-ban a taglétszám elérte a 70000-et. A Junák megpályázta a szervezői szerepet az 1933-as cserkész világtalálkozóra; a felkészülések időben megkezdődtek, és mintegy kísérletként a világtalálkozóra, 1931-ben megszervezték a sikeres Pánszláv Jamboree-t. Végül a világtalálkozó Magyarországon került megszervezésre. 1920 és 1937 között a cseh cserkészszövetség minden világtalálkozón részt vett, az 1937-es hollandiai táborban 314 fős kontingenssel.
Svojsík 1938. szeptember 17-én hunyt el. 1939. január 22-én egyesült a cseh cserkészet és a leánycserkészet Junák név alatt, és 1940. október 28-ig működött, ekkor lett betiltva a német megszállók által. Számos cserkész csatlakozott az ellenálláshoz, közülük több mint 700-an vesztették életüket. A háborút követően a mozgalom újraindult, és 1946-ban közel 250000 tagot számlált.
1948-ban a kommunista puccsot követően a Junákot újra feloszlatták, és 1949-től kezdődően számos cserkészvezetőt bíróság elé állítottak, sokan közülük kommunista munkatáborokba kerültek. Egyes csapatok titokban folytatták tevékenységüket, majd az 1968-as prágai tavaszt követően nyilvánosan is egészen 1970-ig, ekkor a csapatok újból rejtőzésre kényszerültek, mivel a belügyminisztérium újból betiltotta a cserkészetet.
A bársonyos forradalmat követően a Junák elsőkként emelkedett ki a titkos tevékenységből, ekkor negyedszerre történelme során. 1989 végén már 80000 cserkész volt Csehszlovákiában. A szervezet kezdeményezte a visszavételét a világszövetség tagszervezetei közé, 1993 januárjától kezdődően viszont már mint önálló cseh cserkészszövetség (a szlovák cserkészet ugyanezt az utat járta a különválás után). A Junák 1996-ban lett újra a világszövetség tagja; 1998-ban a Cseh Ifjúsági Tanács alapító tagjai között van, ekkor a taglétszám 57979; 2001-ben szervezője az európai cserkészkonferenciának.

## A szervezet felépítése
A Junák fiú és férfi tagjai a WOSM-hoz, a lányok a WAGGGS-hoz tartoznak, a felnőtt- és öregcserkészek pedig az ISGF-hez (International Scout and Guide Fellowship). A tizennégy régió nyolcvan körzetet tömörít, ezeket a közgyűlés felügyeli (14 megválasztott és 17, a régiók és vezető szervek által kinevezett személy); ennek élén a főcserkész és a főleánycserkész áll, ők nevezik ki a szervezet elnökét és a végrehajtó bizottság tagjait. A körzetekkel és régiókkal, illetve a központi irodával való kapcsolattartás rendszeres, havi információs csomagok és e-mailek révén.

## Rendezvények
A szervezet tagjai számos országos, régiós, körzeti és helyi szintű rendezvényt szerveznek; egyik közülük Svojsík versenye, melyre kétévente kerül sor. A Junák szervezte 1994-ben és 2004-ben az Intercamp-et; a vízicserkészek háromévente nemzeti nagytábort tartanak, Navigamus néven. Megemlítendőek a forrásteremtő kezdeményezések a rákkutatás vagy az afrikai iskolák építése számára; minden évben a cserkészek osszák szét a betlehemi békelángot országszerte. 
A Junák hat cserkészújságot jelentet meg, a különböző korosztályok, illetve felnőttek és vezetők számára, emellett pedig évente 15-20 más kiadványt, többnyire módszertani segédleteket. Emellett számos cserkészközpontot tart fenn országszerte, melyekért egy-egy körzet vagy régió felel; ezek közül néhány nyitott a nyilvánosság felé is, szimbolikus összegért szállást biztosítanak vagy teret bocsátanak rendezvények számára.

## Nevelési program

### Korosztályok
- Vlčata a světlušky - Kiscserkészek (farkaskölykök és szentjánosbogárkák)
- Skauti a skautky - Cserkészek
- Roveři - Vándorok

### Szimbólumok
A cserkészjelszó Buď připraven, mely a Légy résennek felel meg. Mikoláš Aleš cseh festő alkotása a cserkészliliom, közepében a chodovi kutyával (a hűség és szabadság jelképe, a cseh határőrök történelmi szimbóluma). A cserkészindulót Karel Kovarovič szerezte.

### A fogadalom szövege
Slibuji na svou čest, jak dovedu nejlépe:
- sloužit nejvyšší Pravdě a Lásce věrně v každé době,
- plnit povinnosti vlastní a zachovávat zákony skautské,
- duší i tělem být připraven pomáhat vlasti a bližním.

Složení slibu mohou věřící skauti zakončit prosbou: K tomu mi dopomáhej Bůh.
Becsületemre fogadom: minden tőlem tehetőt megteszek, hogy
- mindig híven szolgáljam a legfelső igazságot és szeretetet;
- teljesítsem minden kötelességem és a cserkésztörvényt megtartsam;
- testben és lélekben készen álljak arra, hogy hazámat és embertársaimat segítsem.

Az istenfélők a végén hozzátehetik: Isten engem úgy segéljen.

### A cserkésztörvény
- Skaut je pravdomluvný. (A cserkész igazat szól.)
- Skaut je věrný a oddaný. (A cserkész megbízható és hűséges.)
- Skaut je prospěšný a pomáhá jiným. (A cserkész segítőkész.)
- Skaut je přítelem všech lidí dobré vůle a bratrem každého skauta. (A cserkész minden jóakaratú ember barátja és minden más cserkész testvére.)
- Skaut je zdvořilý. (A cserkész udvarias.)
- Skaut je ochráncem přírody a cenných výtvorů lidských. (A cserkész védi a természetet és az értékes emberi alkotásokat.)
- Skaut je poslušný rodičů, představených a vůdců. (A cserkész engedelmeskedik szüleinek, feletteseinek és cserkészvezetőinek.)
- Skaut je veselé mysli. (A cserkész vidám.)
- Skaut je hospodárný. (A cserkész takarékos.)
- Skaut je čistý v myšlenkách, slovech i skutcích. (A cserkész tiszta gondolataiban, szavaiban és tetteiben.)

## Külső hivatkozások
- A Cseh Cserkészszövetség honlapja